# Vítkovice (firma)
VÍTKOVICE, a.s.  je developerský a strojírenský podnik se sídlem v Ostravě, jehož provozy se nacházejí zejména v areálu Vítkovických železáren.
V minulosti společnost patřila k jedné z největších a nejvýznamnějších metalurgicko-strojírenských komplexů v Evropě. Avšak kvůli kriticky špatné hospodářské situaci na přelomu 20. a 21. století, byly VÍTKOVICE rozděleny a rozprodány. Samotná společnost VÍTKOVICE zajišťuje především technicko-organizační chod holdingu a poskytuje služby dceřiným a sesterským společnostem. Akcie společnosti byly do roku 2020 obchodovány na burze RM-SYSTÉM.
Společnost do roku 2018 vystupovala pod značkou Vítkovice Machinery Group. Do roku 2020 společnost patřila do konsolidačního celku Vítkovice Holding, a.s., který se v minulosti takto také označoval.

## Historie
Společnost byla založena Fondem národního majetku České republiky 28. ledna 1992 a vznikla zápisem do obchodního rejstříku 31. ledna 1992 pod názvem VÍTKOVICE, akciová společnost, (VÍTKOVICE, a.s.). Do nově utvořené společnosti vložil zakladatel hmotný i nehmotný majetek státního podniku VÍTKOVICE (dříve VÍTKOVICE Železárny a strojírny Klementa Gottwalda), který byl dán do likvidace a zanikl výmazem z obchodního rejstříku 1. února 2006.
V roce 1996 se vláda Václava Klause rozhodla pro kontroverzní manažerskou privatizaci společnosti VÍTKOVICE. Novým vlastníkem se stala společnost RAFIS trading, vlastněná Václavem Pastrňákem. Navíc bylo rozhodnuto o zastavení výroby v aglomeraci, vysokých pecích i v koksovně do konce roku 1998 v Dolních Vítkovicích. Důvodem byly zejména ekologické podmínky, Dolní oblast se nacházela v centru města a nebyla ekologicky, ani ekonomicky udržitelná. Do Vítkovic bylo dodáváno surové železo z Nové Huti.
Na konci 20. století se VÍTKOVICE dostaly do existenčních potíží. Vykazovaly ztrátu přes 10 mld. korun, zadluženost firmy přesahovala přes 11 mld. korun a firmě zkolaboval Cash flow. Tyto problémy byly zapříčiněny zejména dlouhodobým odkládáním restrukturalizace, obchodováním skrze zprostředkovatele, ukončením vysokopecní výroby surového železa, rozpadem východních trhů RVHP, nezaplacením a neodebráním řady nedokončených zakázek, přezaměstnaností, poklesu výkonů i hospodářských výsledků, které byly do značné míry odrazem celosvětové recese hutního a strojírenského průmyslu. Vláda musela zachránit společnost, neboť dobře věděla, že případný krach Vítkovic, které v té době zaměstnávaly přes 12 tisíc lidí. by měl negativní dopad na kraj a pro dalších 16 tisíc lidí v navazujících firmách.
Vedení bylo na konci roku 1999 odvoláno a byl dosazen krizový štáb vládou. Společnost zeštíhla o více než polovinu zaměstnanců. Společnost byla financována formou tollingu prostřednictvím společnosti OSINEK, a.s. Vláda přispěla na odvrácení bankrotu přes 10 mld. Kč.. Od společnosti se oddělila hutní část (Nyní Vítkovice STEEL). Byly prodány aktivity nesouvisející s hlavním předmětem podnikání (Palác kultury a sportu, Energetika, Doprava, Atom, Linde). V roce 2002 byly pohledávky s věřiteli vyrovnány a restrukturalizace byla dokončena..
V roce 2003 bylo vyhlášeno vládou ČR výběrové řízení ztrátové společnosti VÍTKOVICE, a.s.. Výběrové řízení vyhrála společnost LAHVÁRNA OSTRAVA, a.s. (kdysi dceřiná firma společnosti), vlastněná Janem Světlíkem. Ta se potom později přejmenovala na Vítkovice Holding.
V letech 2015 a 2016 bylo na společnost a její dceřiné a společnosti podáno několik insolvenčních návrhů, spojovaných s KKCG. Tyto návrhy byly odmítnuty jako neopodstatněné. K insolvenčnímu návrhu na Vítkovice Power Engineering z dubna 2016 se však v srpnu 2016 samotná společnost Vítkovice Power Engineering připojila, svůj úpadek potvrdila a podala návrh na povolení reorganizace.

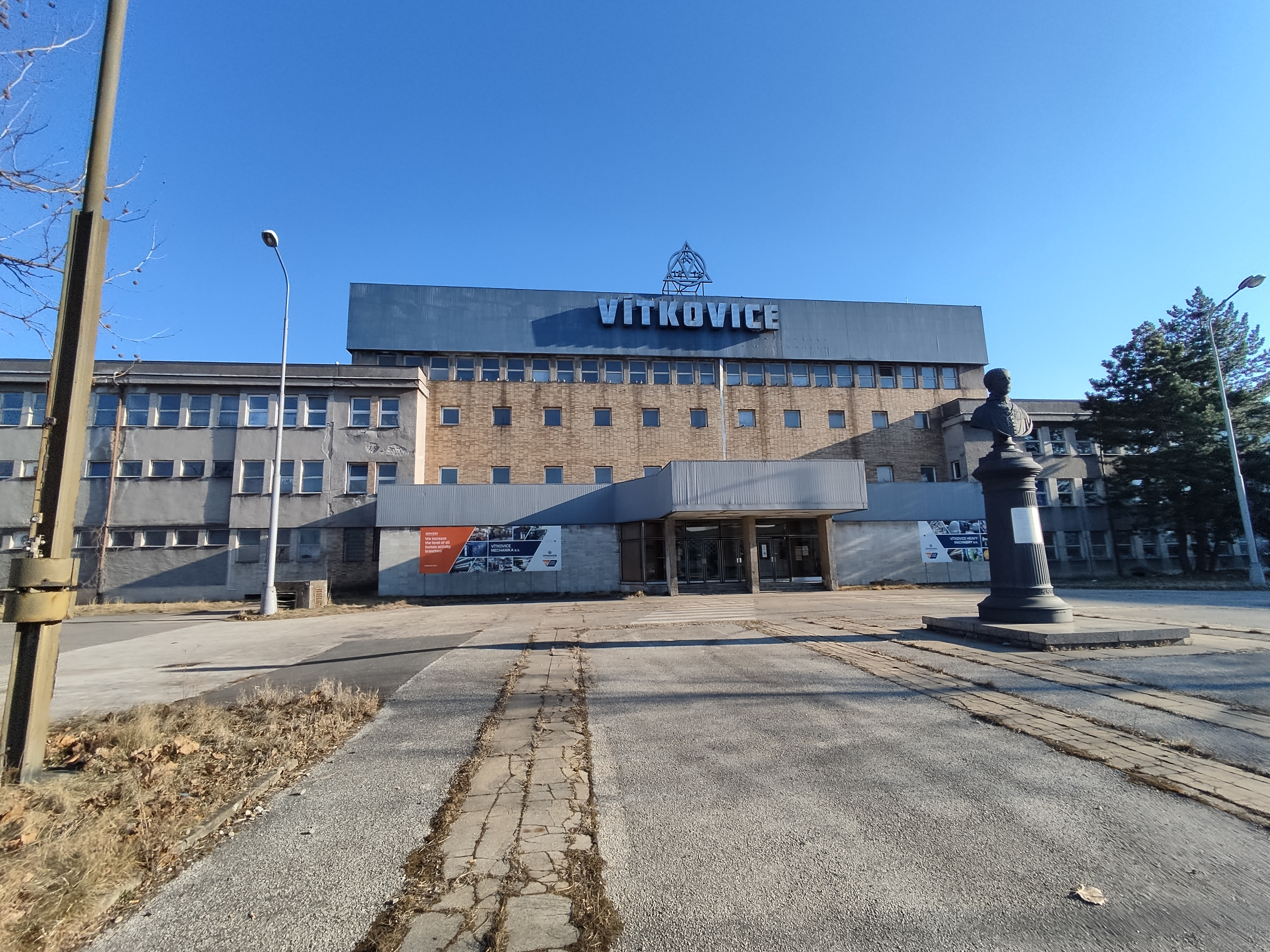
Bývalé ředitelství Vítkovic

## Vlastníci
Největšími vlastníky byly VTK Securities s.r.o. (50,97 %) a Vítkovice Holding, a.s. (28,85 %). Společnost VTK Securities však byla plně vlastněna společností Vítkovice Holding, která byla ovládána Janem Světlíkem.